# Hamburg Commercial Bank
Hamburg Commercial Bank AG (tidligere HSH Nordbank) er en tysk bank med hovedkvarter i Hamborg og Kiel. Deres kunder er primært privatkunder og indenfor shipping, transport, fast ejendom og vedvarende energi.
De skiftede navn fra HSH Nordbank til Hamburg Commercial Bank (HCOB) i 2019.
HSH Nordbank blev etableret i 2003 ved en fusion mellem Hamburgische Landesbank og Landesbank Schleswig-Holstein.